# Black Midi
Cet article concerne le groupe de musique. Pour le genre musical, voir Black MIDI.
Black Midi (stylisé black midi) est un groupe britannique de rock, originaire de Londres, en Angleterre, actif entre 2017 et 2024.

## Histoire
Le groupe est formé à Londres en 2017 par Geordie Greep, Matt Kwasniewski-Kelvin, Cameron Picton et Morgan Simpson. Le nom est dérivé du genre musical black MIDI. Les membres du groupe se rencontrent à la BRIT School de Londres. Parmi ses influences se trouvent Mahavishnu Orchestra, le highlife, les soukous congolais, le rock classique et le noise rock japonais.
En janvier 2019, Black Midi signe avec Rough Trade et sort l'EP Speedway. Plus tard, le groupe publie les singles Crow’s Perch et Talking Heads. Son premier album, intitulé Schlagenheim (en), est enregistré en 2018 avec le producteur Dan Carey (en) et publié le 21 juin 2019,. Schlagenheim est nommé au Mercury Prize 2019.
En janvier 2021, Matt Kwasniewski-Kelvin part en hiatus pour des raisons de santé. Le groupe incorpore ensuite des cuivres pour son deuxième album Cavalcade, sorti le 26 mai 2021, ainsi que pour son dernier album en date, Hellfire, sorti le 15 juillet 2022.
Le 10 août 2024, lors d'un live Instagram promouvant une série de concerts solo, Geordie Greep répond aux questions sur les nouveaux morceaux de Black Midi en écrivant « plus de Black Midi » et « C'est fini » dans le chat, affirmant également que « Black Midi était un groupe intéressant, mais désormais définitivement terminé », suscitant des spéculations sur le statut du groupe. Le bassiste Cameron Picton confirme la séparation sur Twitter, admettant que le groupe « avait accepté de ne rien dire sur la rupture » et qu'il avait été pris de court par les propos de Greep,.

## Discographie

### Albums studio
- 2019 : Schlagenheim (en) (Rough Trade)
- 2021 : Cavalcade (Rough Trade)
- 2022 : Hellfire (Rough Trade)

### EP
- 2019 : Speedway (Rough Trade)
- 2019 : Live at KEXP (Rough Trade)
- 2019 : Live on Canal St, NYC (Rough Trade)

### Singles
- 2019 : Crow’s Perch
- 2019 : Talking Heads